# Don't Chain My Heart
Don't Chain My Heart is een nummer van de Amerikaanse rockband Toto uit 1992. Het is de eerste single van hun achtste studioalbum Kingdom of Desire.
Het nummer werd een klein hitje in de Verenigde Staten, Nederland, Frankrijk, Zwitserland en Scandinavië. In de Amerikaanse Billboard Hot 100 haalde het de 30e positie, en in de Nederlandse Top 40 de 15e.